# Communauté de communes du Pays de Dol-de-Bretagne et de la Baie du Mont-Saint-Michel
Die Communauté de communes du Pays de Dol-de-Bretagne et de la Baie du Mont-Saint-Michel ist ein ehemaliger französischer Gemeindeverband mit der Rechtsform einer Communauté de communes im Département Ille-et-Vilaine in der Region Bretagne. Er wurde am 31. Dezember 1993 gegründet und umfasste acht Gemeinden. Der Verwaltungssitz befand sich im Ort Dol-de-Bretagne. Der zweite Bestandteil des Namens leitet sich von der Bucht von Mont-Saint-Michel ab.

## Historische Entwicklung
Der Gemeindeverband fusionierte mit Wirkung vom 1. Januar 2017 mit der Communauté de communes Baie du Mont-Saint-Michel und bildete so die Nachfolgeorganisation Communauté de communes du Pays de Dol et de la Baie du Mont Saint-Michel.

## Ehemalige Mitgliedsgemeinden
1. Baguer-Morvan
2. Baguer-Pican
3. Cherrueix
4. Dol-de-Bretagne
5. Epiniac
6. Mont-Dol
7. Roz-Landrieux
8. Le Vivier-sur-Mer